# 안나 하셀보리
안나 엘리노르 하셀보리(스웨덴어: Anna Ellinor Hasselborg, 1989년 5월 5일~)는 스웨덴의 컬링 선수이다. 2018년 동계 올림픽 여자부 우승을 차지한 스웨덴 대표팀의 스킵이다. 2008년 유럽 혼성 선수권 대회를 통해 국가대표 선수 생활을 시작했으며, 2010년 세계 주니어 선수권 대회에서 우승을 차지했다. 2015년에 사라 막마누스, 앙네스 크노셴하우에르, 소피아 마베리스와 팀을 구성하여 국제 대회에 두각을 드러내기 시작하였다. 이후 올림픽에서 금메달 1개, 세계 선수권 대회에서 2회 준우승, 유럽 선수권 대회에서 우승 2회, 준우승 3회를 차지했다.